# Capri-Napoli (2013)
L'edizione numero 48 della Capri-Napoli si è disputata il 1º settembre 2013, con partenza dal Lido Le Ondine di Marina Grande e Arrivo presso il Circolo Canottieri Napoli. Hanno partecipato alla gara 22 nuotatori (14 uomini e 8 donne).

## Classifica finale[1]
|    | Atleta              | Nazione   | Tempo      | Classifica |
| 1  | Brian Ryckeman      | Belgio    | 6h 13’55”  | 1° uomini  |
| 2  | Evgenij Pop Acev    | Macedonia | 6h 14’ 01” | 2° uomini  |
| 3  | Joanes Hedel        | Francia   | 6h 14’ 28” | 3° uomini  |
| 4  | Simone Ercoli       | Italia    | 6h 16’ 48” | 4° uomini  |
| 5  | Ivan Afanevic       | Russia    | 6h 18’ 49” | 5° uomini  |
| 6  | Guillermo Bertola   | Argentina | 6h 18’ 50” | 6° uomini  |
| 7  | Libor Smolka        | Rep. Ceca | 6h 19’ 31” | 7° uomini  |
| 8  | Matheus Evangelista | Brasile   | 6h 27’ 43” | 8° uomini  |
| 9  | Tomi Stefanovski    | Macedonia | 6h 27’ 58” | 9° uomini  |
| 10 | Damian Blaum        | Argentina | 6h 27’ 59” | 10° uomini |
| 11 | Tsvetan Yordanov    | Bulgaria  | 6h 28’ 00” | 11° uomini |
| 12 | Martina Grimaldi    | Italia    | 6h 31’ 26” | 1a donna   |
| 13 | Karla Sitic         | Croazia   | 6h 38’ 17” | 2a donne   |
| 14 | Olga Kozydub        | Russia    | 6h 40’ 00” | 3a donne   |
| 15 | Silvie Rybarova     | Rep. Ceca | 6h 40’ 03” | 4a donne   |
| 16 | Esther Nunez        | Spagna    | 6h 46′ 13″ | 5a donne   |
| 17 | Marin Milan         | Croazia   | 6h 46′ 30″ | 12° uomini |
| 18 | Benjamin Konschak   | Germania  | 6h 47′ 58″ | 13° uomini |
| 19 | Fabiana Lamberti    | Italia    | 6h 49′ 54″ | 6a donne   |
| 20 | Rita Vanesa Garcia  | Argentina | 8h 21′ 10″ | 7a donne   |
|    | Edoardo Stochino    | Italia    | dnf        |            |
|    | Pilar Geijo         | Argentina | dnf        |            |